# Sant Martí (distrito)

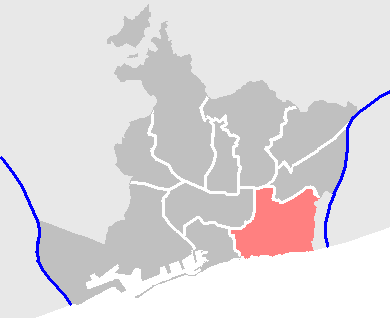
Localização do Distrito de Sant Martí em Barcelona.

Bairros do distrito de Sant Martí, Barcelona.

O Distrito de Sant Martí é o décimo dos dez distritos em que se divide administrativamente a cidade de Barcelona. Situa-se ao noroeste da cidade, e limita com o município de Sant Adrià de Besòs, e com os distritos de Ciutat Vella, Eixample, Horta-Guinardó e Sant Andreu. Compreende a maior parte do território que lhe dá o nome, o antigo município de Sant Martí de Provençals.
Até 1716, Sant Martí de Provençals foi uma paróquia sob a jurisdição de Santa Maria del Mar. A partir desta data e como consequência do Decreto da Nova Planta converteu-se em um município independente até 1897, quando foi agregado à cidade de Barcelona.
É o segundo distrito mais povoado, 221.029 habitantes (2005), quarto em extensão (10.800 km²) -ainda que segundo em extensão urbanizada-e sexto em densidade (20.466 hab./km²).
O território loacliza-se sobre o plano de Barcelona em sua vertente litoral. A altura média fica ao rendor de 15m superando os 20m na área mais septentrional. 

## Divisão Administrativa

### Bairros

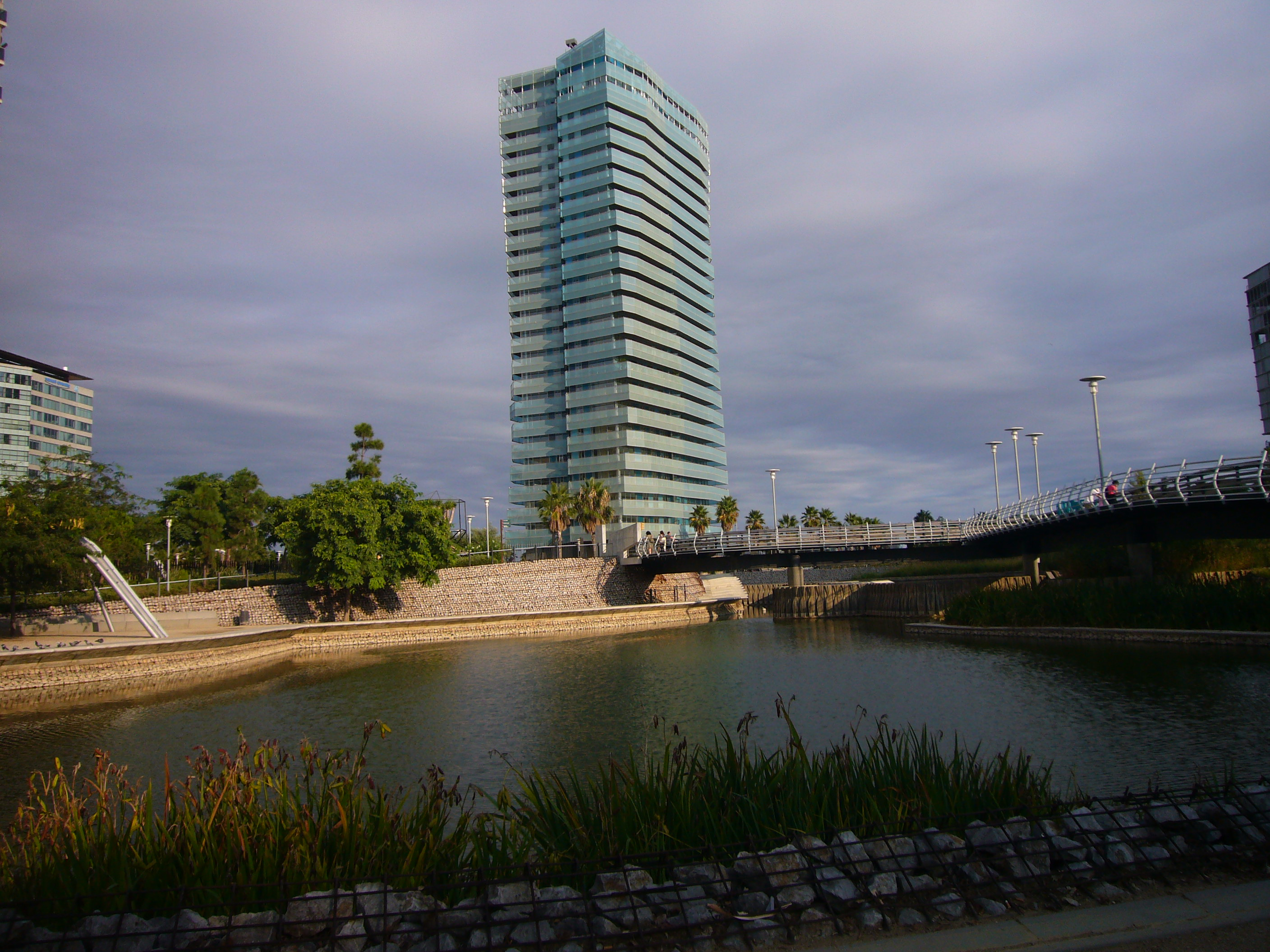
Sul do lago oeste do P.del Diagonal Mar.

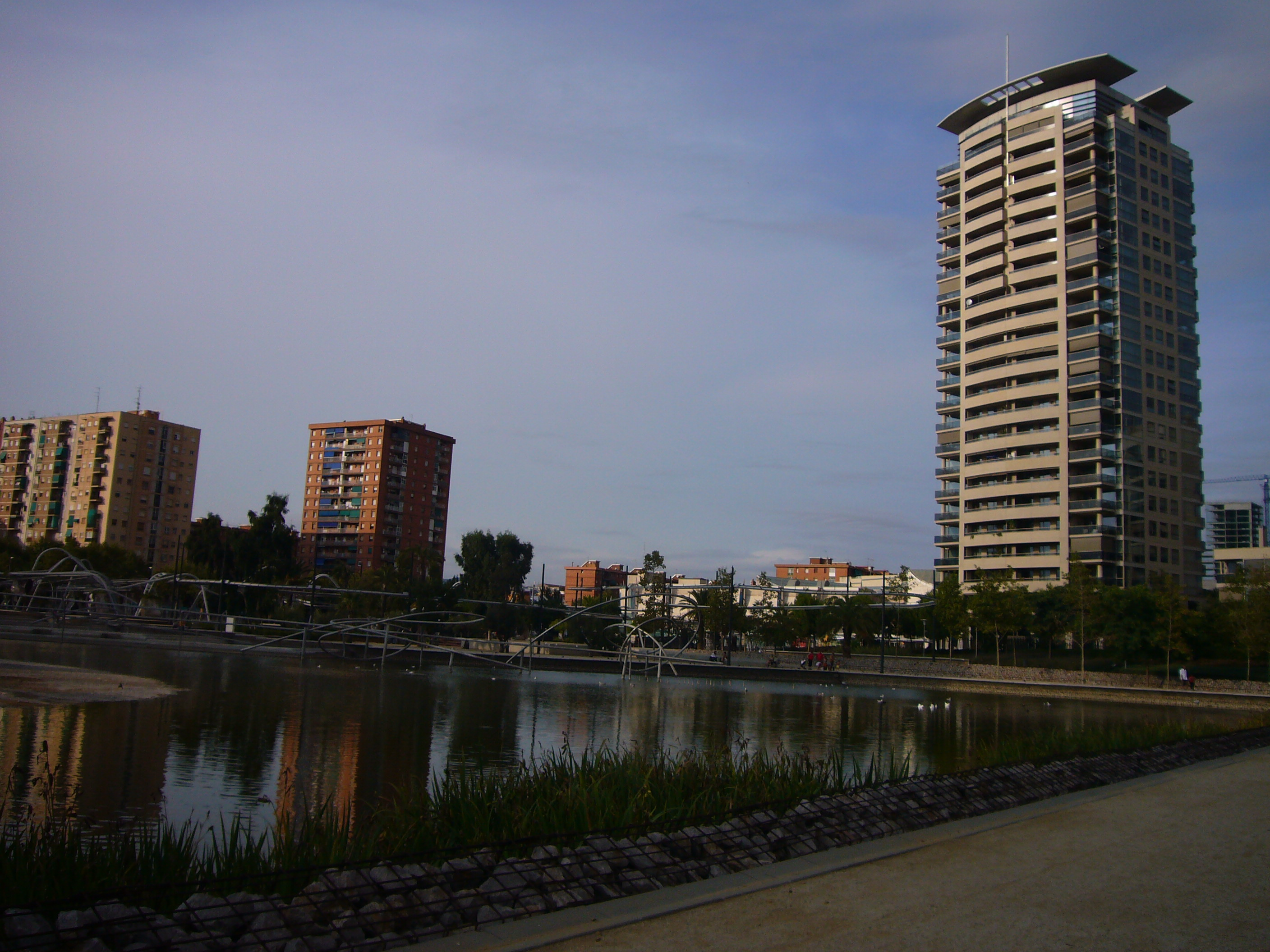
Lago oeste,Parque do Diagonal Mar.

Costuma-se dividir o distrito em cinco zonas a efeitos estatísticos (Zonas Estatísticas) e práticos: La Verneda ao norte, o Clot-Camp de l'Arpa ao oeste, Fort Pius ou Parc (por ser próximo ao Parque da Cidadela) ao sul, o Poblenou no centro orientado ao mar e El Besòs i el Maresme a leste. Cada um situa-se nas áreas limítrofes do distrito e apresentam certas diferenças significativas em seu urbanismo.
A proposta apresentada pela Prefeitura de Barcelona em 2006 -La Barcelona dels barris (ou seja "A Barcelona dos bairros")- sobre a reordenação dos bairros quebra o distrito em 10 bairros e 34 zonas estatísticas.
- El Besòs i el Maresme
- El Camp de l'Arpa del Clot
- El Clot
- Diagonal Mar i el Front Marítim del Poblenou
- El Parc i la Llacuna del Poblenou
- El Poblenou
- Provençals del Poblenou
- Sant Martí de Provençals
- La Verneda i la Pau
- La Vila Olímpica del Poblenou.

### Distrito 22@ de Barcelona
22@Barcelona surge no ano 2000 como uma iniciativa do Ajuntamento de Barcelona para transformar 200 hectares de solo industrial do bairro de Poblenou em um distrito produtivo inovador com espaços modernos para a concentração estratégica de atividades intensivas em conhecimento. 
Para alcançar este objetivo, se cria um novo modelo de cidade compacta, donde as empresas mais inovadoras convivam com universidades, centros de pesquisa, de formação e de transferência de tecnologia, assim como casas, equipamentos e zonas verdes. Desta maneira, se define um novo modelo econômico baseado no desenvolvimento de cinco clusters setoriais: Media, TIC (Tecnologias da Informação e a Comunicação), Energia, Desenho e Tecnologias Médicas, e na execução de diversos projetos estratégicos que facilitam o crescimento das empresas, a criatividade, o networking, a atração e retenção de talento e o acesso a inovação e a tecnologia, entre outros. 
Desde o ano 2001 já se tem localizado mais de 1.500 novas empresas, como Yahoo! I+D, Microsoft, Sanofi-Aventis, Schneider Electric ou Indra, entre outros, dando lugar a 44.600 novos postos de trabalho.

## Patrimônio
- Rec Comtal
- Castelo del Camp de la Bota